# Leucoptera nodosa
Leucoptera nodosa là một loài thực vật có hoa trong họ Cúc. Loài này được (Thunb.) B.Nord. mô tả khoa học đầu tiên năm 1976.